# 森雅秀
森 雅秀（もり まさひで、1962年3月 - ）は、日本の仏教美術学者、金沢大学教授。

## 来歴
滋賀県生まれ。1984年名古屋大学文学部哲学科卒、1986年同博士課程印度哲学満期退学、1990年名古屋大学文学部助手、1993年高野山大学密教文化研究所講師、1995年同文学部講師、1994年ロンドン大学大学院修了、1997年Ph.D.。1999年高野山大学文学部助教授、2001年金沢大学文学部助教授、2007年同教授、2008年金沢大学人間社会研究域教授。金沢大学人間社会研究域附属国際文化資源学研究センター長。日本密教学会賞、密教学術奨励賞受賞。

## 著書
- マンダラの密教儀礼（春秋社 1997年／ちくま学芸文庫 2025年）
- インド密教の仏たち（春秋社 2001年）
- 仏のイメージを読む マンダラと浄土の仏たち（大法輪閣 2006年）
- 生と死からはじめるマンダラ入門（法藏館 2007年）
- マンダラ事典 100のキーワードで読み解く（春秋社 2008年）
- インド密教の儀礼世界（世界思想社 2011年）
- チベットの仏教美術とマンダラ（名古屋大学出版会 2011年）
- エロスとグロテスクの仏教美術（春秋社 2011年）
- 高僧たちの奇蹟の物語（朱鷺書房、2016年）
- 密教美術の図像学（春秋社 2017年）
- 仏教の女神たち（春秋社 2017年）
- チベット密教仏図典 宮坂宥明画（春秋社 2019年）
- マンダラの新しい見方（法藏館 2024年）

### 英文、図版解説、編著ほか
- Vajravali of Abhayakaragupta Edition of Sanskrit and Tibetan Versions, 2 vols.（University of London 2009年）
- Mathura（アジア図像集成研究会 2012年）
- オリッサ州カタック地区の密教美術（アジア図像集成研究会 2012年）
- パーラ朝期の密教美術（アジア図像集成研究会 2012年）
- 人文学の情報整理術（金沢大学人間社会研究域附属国際文化資源学研究センター 2013年）
- Khajuraho（アジア図像集成研究会 2014年）
- 鶴見大学図書館所蔵 逸見梅栄コレクション画像資料1（アジア図像集成研究会 2014年）
- 鶴見大学図書館所蔵 逸見梅栄コレクション画像資料2（アジア図像集成研究会 2014年）
- 鶴見大学図書館所蔵 逸見梅栄コレクション画像資料3（アジア図像集成研究会 2014年）
- 鶴見大学図書館所蔵 逸見梅栄コレクション画像資料4（アジア図像集成研究会 2014年）
- 鶴見大学図書館所蔵 逸見梅栄コレクション画像資料5（アジア図像集成研究会 2014年）

共著
- The Devimahatmya paintings preserved at the National Archives, Kathmandu（Centre for East Asian Cultural Studies for Unesco 1995年）
- 西西蔵石窟遺跡（集英社 1997年）
- インド密教の形成と展開（法蔵館 1998年）
- シリーズ密教 第1巻 インド密教（春秋社 1999年）
- シリーズ密教 第2巻 チベット密教（春秋社 1999年）
- Five Hundred Buddhist Deities（国立民族学博物館 2000年）
- Three Hundred and Sixty Buddhist Deities（Adroit publishers　2001年）
- 癒しと救い アジアの宗教的伝統に学ぶ（玉川大学出版部 2001年）
- 大日如来の世界（春秋社 2007年）
- チベット ポン教の神がみ（千里文化財団 2009年）
- 南アジア仏教史9 チベット 須弥山の仏教世界（佼成出版社 2010年）

編著
- 文化資源情報論（金沢大学人間社会研究域附属国際文化資源学研究センター 2013年）
- アジアの灌頂儀礼　その成立と伝播（法藏館 2014年）
- アジア仏教美術論集 中央アジアⅡ チベット（責任編集、中央公論美術出版 2022年）

共編著
- チベットの宗教図像と信仰の世界（長野泰彦と共編、風響社 2019年）
- アジア仏教美術論集 南アジアⅡ ポスト・グプタ朝～パーラ朝（立川武蔵と責任編集、中央公論美術出版 2021年）
- アジア仏教美術論集 東アジアⅤ 元・明・清（宮崎法子と責任編集、中央公論美術出版 2022年）

### 翻訳
- マルティン・ブラウエン『図説曼荼羅大全 チベット仏教の神秘』東洋書林　2002年
- フィリップ・ローソン『イメージの博物誌25 聖なるチベット 秘境の宗教文化』森喜子共訳 平凡社 1992年

## 参考
- ISBN 978-4-393-11631-9